# Вальполичелла
Вальполиче́лла (итальянский: [ˌvalpoliˈtʃɛlla], брит.: /ˌvælpɒlɪˈtʃɛlə/,) — винодельческая зона, субрегион провинции Верона, в Италии, представляет собой ряд долин и холмов в западной части региона Венето, ограниченных холмами и рекой Адидже. Почвы здесь разнообразны — от красных глинистых до белых кальциевых. Вальполичелла занимает одно из первых мест после Кьянти по общему объёму производства итальянских вин категории Denominazione di origine controllata (DOC).
Здесь выращивают автохтонные красные сорта винограда Корвина, Рондинелла, Молинара, практически нигде более не встречающиеся.
Основным является сорт Корвина с темными ягодами с толстой кожицей. Корвина придает винам особую танинность и богатый аромат с нотами вишни. Его доля в ассамбляже вин Вальполичелла составляет от 40 до 70 %.
Ещё один сорт, имеющий в этом регионе важное значение, — Рондинелла. Ягоды Рондинеллы так же ярко окрашены, но менее ароматны, чем у Корвины. Доля Рондинеллы в составе вин Вальполичелла может достигать 40 %.
Третьим сортом является Молинара — это весьма ароматный и кислотный сорт.

## Разновидности местных вин
Красное вино, известное как Вальполичелла, обычно производится из трех сортов винограда: Корвина Веронезе, Рондинелла и Молинара. В этом регионе производятся различные сорта вин, включая такие известные, как десертное сладкое Речото делла Вальполичелла и Амароне делла Вальполичелла — достаточно крепкое и яркое вино из подвяленного винограда. Оба сорта производятся аналогично апулийскому аппассименто.
Большинство основных вин вальполичелла — достаточно легкие, ароматные столовые, которые производятся в стиле новелло — итальянском стиле молодого вина, похожем на французское божоле нуво, и выпускаются лишь через несколько недель после сбора урожая. Вальполичелла Классико производится из винограда, выращенного в оригинальной производственной зоне Вальполичелла. Вальполичелла Супериоре выдерживается не менее одного года и имеет содержание алкоголя не менее 12 процентов. Вальполичелла Рипассо — разновидность Вальполичелла Супериоре, изготовленная из частично подсушенного виноградного жмыха, оставшегося после ферментации амароне и речото.